# Soldanat de Malaca
El soldanat de Malaca (en malai: Kesultanan Melayu Melaka; escriptura jawi: کسلطانن ملايو ملاک) va ser un soldanat malai centrat a l'estat modern de Malaca, Malàisia. Les tesis històriques convencionals marquen c. 1400 com l'any fundador del sultanat per un rei Parameswara de Singapur (rei de Singapur), Parameswara, també conegut com Iskandar Shah (després de convertir-se a l'islam).:245–246 Al segle xv, la seva capital es va convertir en un dels ports de transbordament més importants de la seva època, amb un territori que abastava gran part de la península Malaia, les illes Riau i una part significativa de la costa nord de Sumatra a l'actual Indonèsia.
Com a bulliciós port comercial internacional, Malaca va sorgir com a centre d’aprenentatge i difusió islàmica i va fomentar el desenvolupament de la llengua, la literatura i les arts malaies. Va anunciar l’època daurada dels soldanats malais de l’arxipèlag, en què el malai clàssic es va convertir en la lingua franca del sud-est marítim d’Àsia i l'escriptura jawi es va convertir en el mitjà principal d’intercanvi cultural, religiós i intel·lectual. És a través d’aquests desenvolupaments intel·lectuals, espirituals i culturals, que l’època malaca va ser testimoni de l'establiment d’una identitat malaia, la "malaització" de la regió i la posterior formació d’un Alam Melayu.
L'any 1511 la capital de Malaca va caure en mans de l'Imperi portuguès, obligant l'últim sultà, Mahmud Shah (r. 1488-1511), a retirar-se cap a la resta del seu imperi, on la seva descendència va establir noves dinasties governants, Johor i Perak. El llegat polític i cultural del sultanat es manté fins als nostres dies. Durant segles, Malaca s’ha mantingut com un exemple de civilització malaiomusulmana. Va establir sistemes de comerç, diplomàcia i governança que van persistir fins al segle xix i va introduir conceptes com el daulat, una noció de sobirania clarament malaia, que continua configurant la comprensió contemporània del regnat malai. La caiguda de Malaca va beneficiar Brunei quan els seus ports es van convertir en un nou punt d'intercanvi (entrepôt), ja que el regne va emergir com un nou imperi musulmà a l'arxipèlag malai, atraient a molts comerciants musulmans que van fugir de l'ocupació portuguesa després de la conversió del governant de Brunei a l'islam.

## Comerç
Malaca es va desenvolupar des d’un petit assentament fins a convertir-se en un espai cosmopolita al cap d’un segle. Aquesta ràpida progressió es va atribuir a diversos factors, entre els quals es trobaven la seva ubicació estratègica al llarg d’una de les rutes marítimes més importants del món, l'estret de Malaca, i la creixent demanda de productes bàsics tant de l'est com de l’oest. Els vaixells de l'est que portaven mercaderies procedents de la Xina, Ryukyu, Java i les illes Moluques entrarien pel monsó nord-est de desembre a gener, mentre que els vaixells que sortien a ports de la costa índia, el mar Roig i l’Àfrica oriental navegarien amb el monsó sud-oest.
Hi havia altres ports al llarg de l'estret de Malaca com Kedah a la península i Jambi i Palembang a Sumatra, però cap d'ells va estar a punt de desafiar l'èxit de Malaca com a centre de comerç internacional. Malaca tenia un avantatge sobre aquests ports perquè els seus governants creaven un entorn segur i propici per als negocis. Els registres xinesos de mitjan segle xv afirmaven que Malaca va florir com a centre de comerç a causa de les seves efectives mesures de seguretat. També tenia un port ben equipat i ben gestionat. Entre les instal·lacions proporcionades als comerciants hi havia magatzems, on podien allotjar amb seguretat les seves mercaderies mentre esperaven vents alisis favorables, així com elefants per transportar mercaderies als magatzems. La gestió de Malaca de la seva població mercant ètnicament diversa - es diu que es parlaven 84 idiomes diferents a Malaca durant el seu apogeu - és particularment reveladora. Per administrar el mercat cosmopolita, els comerciants es van agrupar segons la regió i es van col·locar sota un dels quatre shahbandars.
Malaca tenia pocs productes nacionals amb els quals poder comerciar. Produïa petites quantitats d'estany i or, així com peixos secs, tot i que fins i tot la sal per a la conservació del peix s’havia d’obtenir d'altres llocs de la regió. Els socis comercials de Malaca subministraven productes bàsics, inclosos els vegetals, el bestiar boví i el peix. Es va importar arròs, principalment de consum local. Per tant, gran part de l’activitat mercantil a Malaca es basava en el flux de mercaderies procedents d'altres parts de la regió. Entre les funcions més crucials de Malaca hi havia el seu paper tant com a centre de recollida de claus, nou moscada i macís de les illes de les espècies com a centre de redistribució de teixits de cotó procedents de ports de Gujarat, la costa de Coromandel, la costa de Malabar i Bengala. Altres mercaderies comercialitzades a Malaca inclouen porcellana, seda i ferro de la Xina i productes naturals de l'arxipèlag malai, com ara càmfora, sàndal, espècies, peixos, ous de peix i algues. De les regions costaneres a banda i banda de l'estret de Malaca provenien productes forestals; canya, resina, arrels i cera, i una mica d’or i estany. Aquestes mercaderies van ser enviades a ports a l'oest de Malaca, especialment a Gujarat.
Els lingots d'estany eren una moneda comercial única de Malaca. Cada bloc pesava poc més d’una lliura. Deu blocs formaven una unitat anomenada "paquet petit" i 40 blocs formaven un "paquet gran". Malacca també va emetre monedes d'or i plata com a moneda comercial del regne.